# Mutanj
Mutanj (Servisch cyrillisch Мутањ) is een plaats in de Servische gemeente Gornji Milanovac. De plaats telt 104 inwoners (2002).